# Orrtjärnen (Envikens socken, Dalarna)
Orrtjärnen är en sjö i Falu kommun i Dalarna och ingår i Dalälvens huvudavrinningsområde.